# Paisij Chilendarski
Paisij Chilendarski (bulharsky Паисий Хилендарски; 1722–1773) byl bulharský ortodoxní duchovní, mnich a jedna z klíčových postav bulharského národního obrození v 19. století. V Bulharsku je vnímán jako „otec národa“. Jeho nejdůležitějším dílem je kniha Istorija Slavjanobolgarskaja z roku 1762, druhá moderní vědecká historická kniha o bulharských dějinách (po Dějinách Bulharska Petara Bogdan Bakševa z roku 1667). Kniha měla velký vliv na oživení bulharského národního vědomí, byla ostatně napsána burcujícím stylem. Její proslavená první věta zní: „Proč se stydíte nazývat Bulhary?“ V roce 1962 byl prohlášen světcem
Bulharské pravoslavné církve.